# 宇野喜代之介

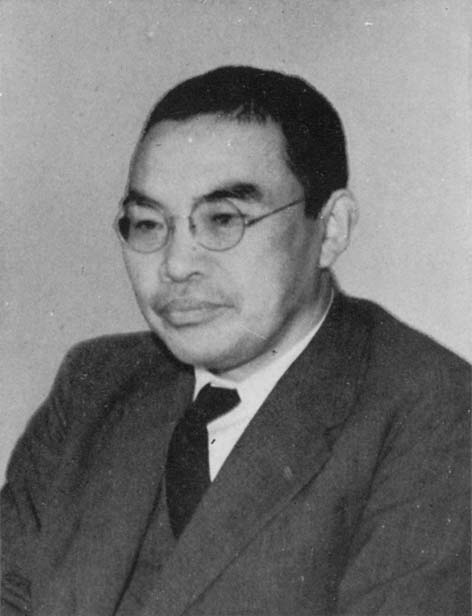
宇野喜代之介

宇野 喜代之介（うの きよのすけ、1894年 - 没年不詳）は日本の教育者、小説家。

## 略歴・人物
1894年（明治27年）に茨城県水戸市上市泉町で出生する。1918年に東京帝国大学独逸文学科を卒業。大学に在学中から小説の執筆を始め、『帝国文学』に「貧者の群」を発表する。その後、戯曲や小説の執筆を続け、作品は『新小説』、『新潮』などの雑誌に掲載された。代表作に長編戯曲『お弓の結婚』（新潮社、1921年）などがある。トルストイの訳書も手掛けており、近年は2008年に慧文社から『闇の力』が出版された。
また、文部官僚として文部省督学官などを経て、1941年～1943年に第3代府立高等学校校長、1943年～1945年に第8代弘前高等学校校長などを務める。その後、1945年11月に第8代校長として松江高等学校に着任することになったが、同年12月に反対を受け赴任せずに身を引いた。

## 著書
- 『お弓の結婚』（新潮社、1921年）

## 翻訳
- 『トルストイ全集』（トルストイ全集刊行会、1914年、1927）
- 「闇の力」「闇に輝く光」
- 「戯曲集 第3」木村毅共訳
- エドワード・カアペンタア『創造の芸術』宇野喜代之助訳 冬夏社 1921
- 『闇の力』（慧文社、2008年）